# Władysław Szpilman

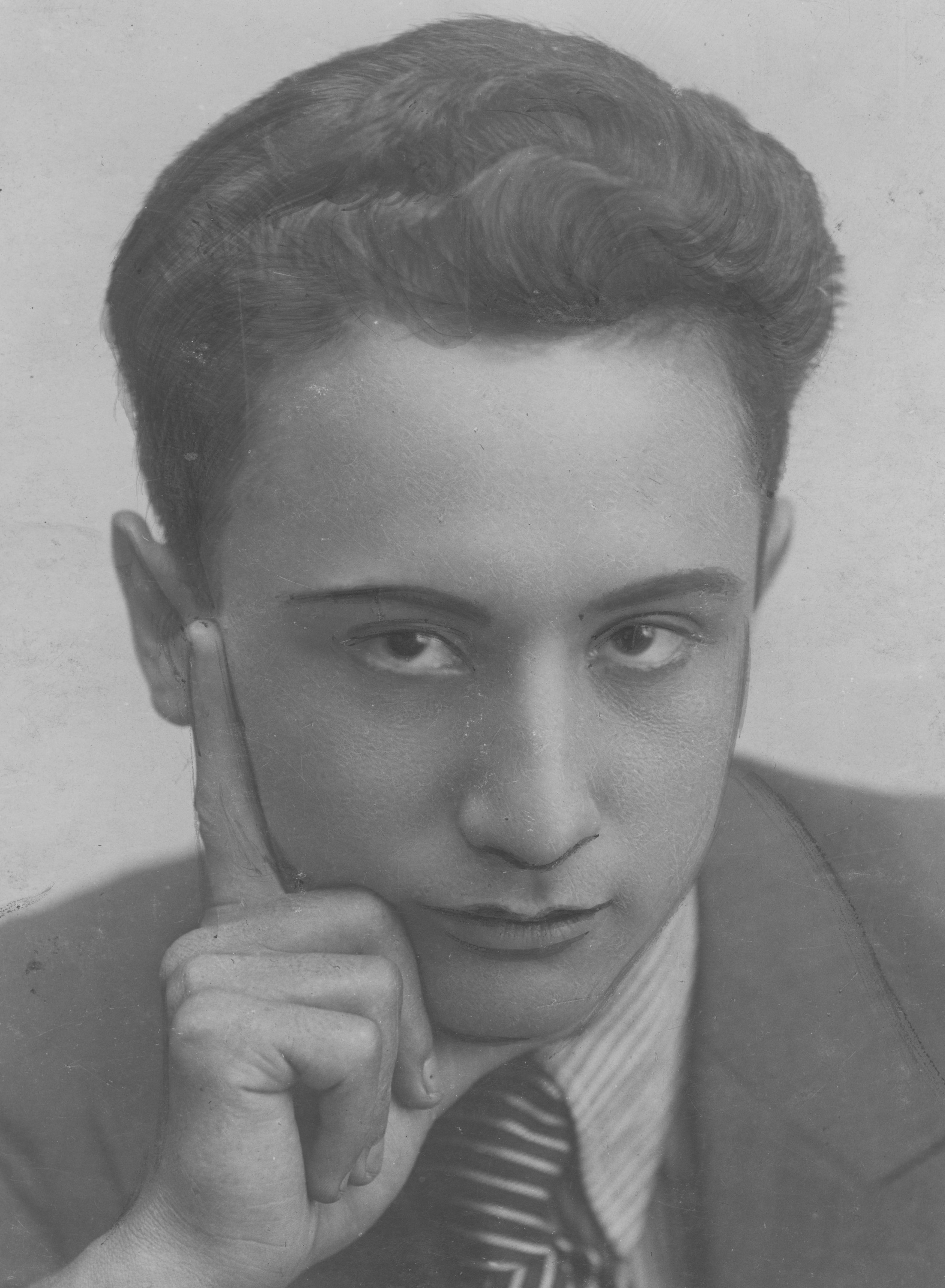
Władysław Szpilman w 1934 roku

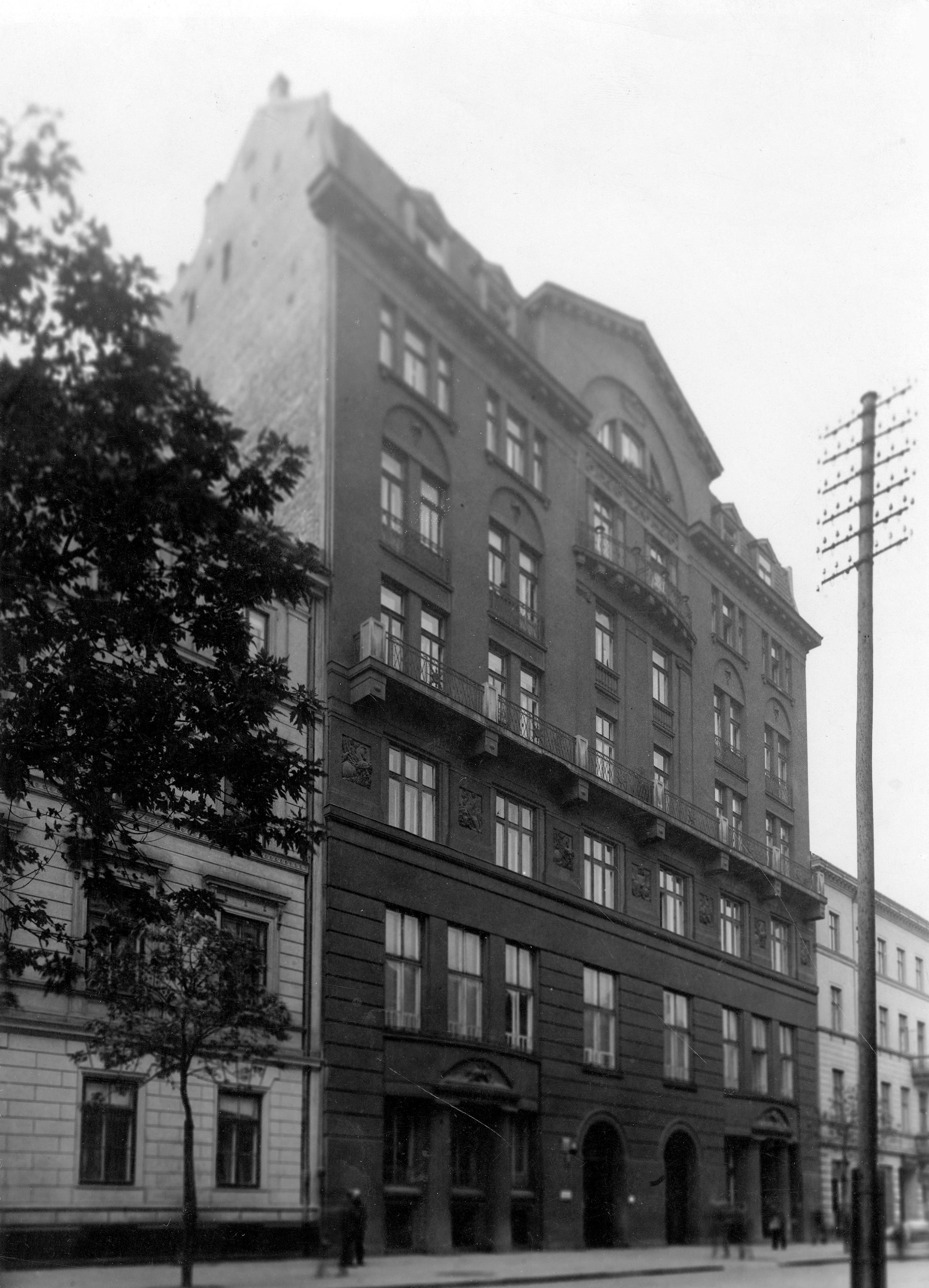
Przedwojenna siedziba Polskiego Radia przy ul. Zielnej 25 w Warszawie, w której pracował Władysław Szpilman

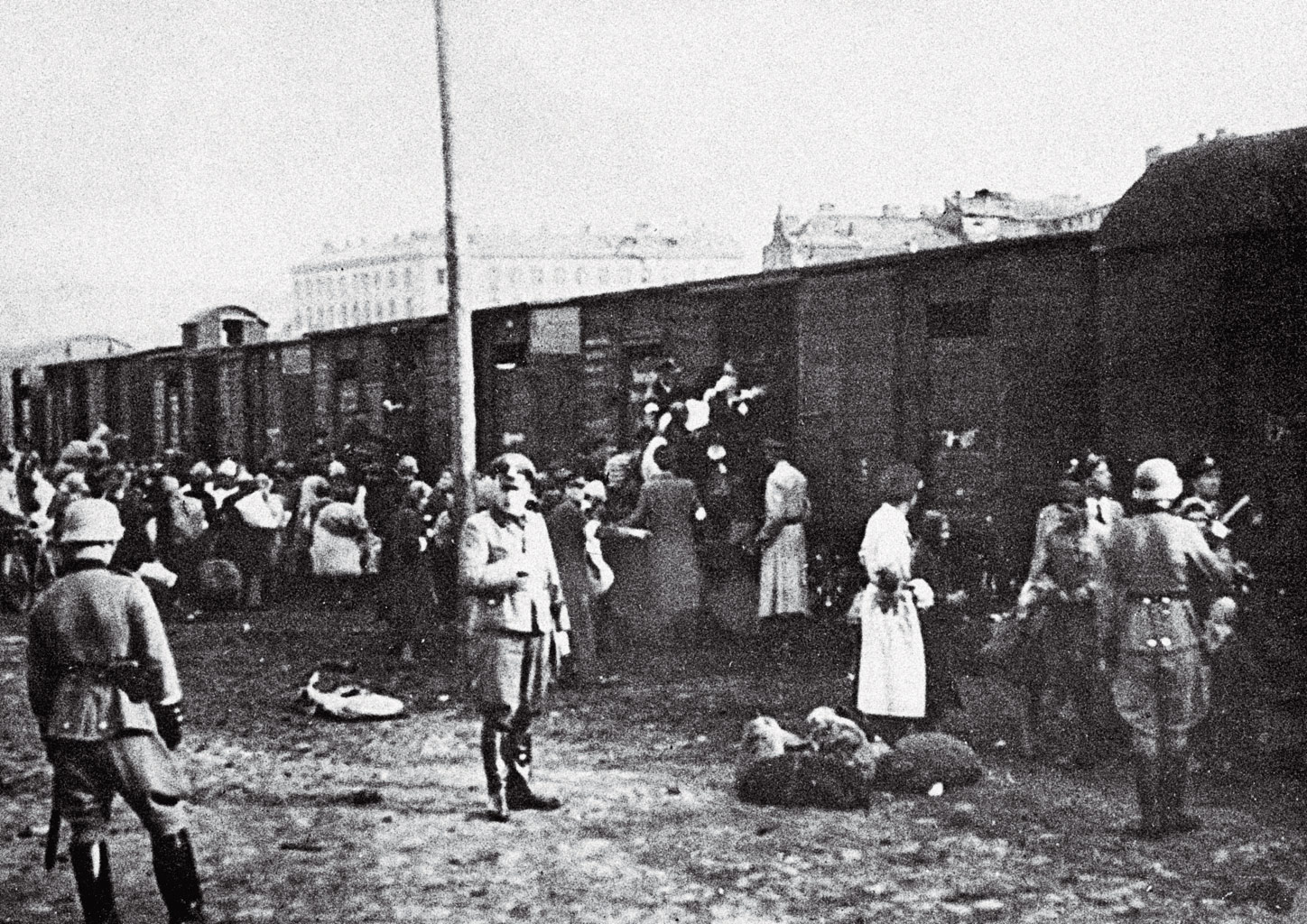
Ładowanie Żydów do wagonów na rampie Umschlagplatzu w czasie wielkiej akcji deportacyjnej latem 1942 roku

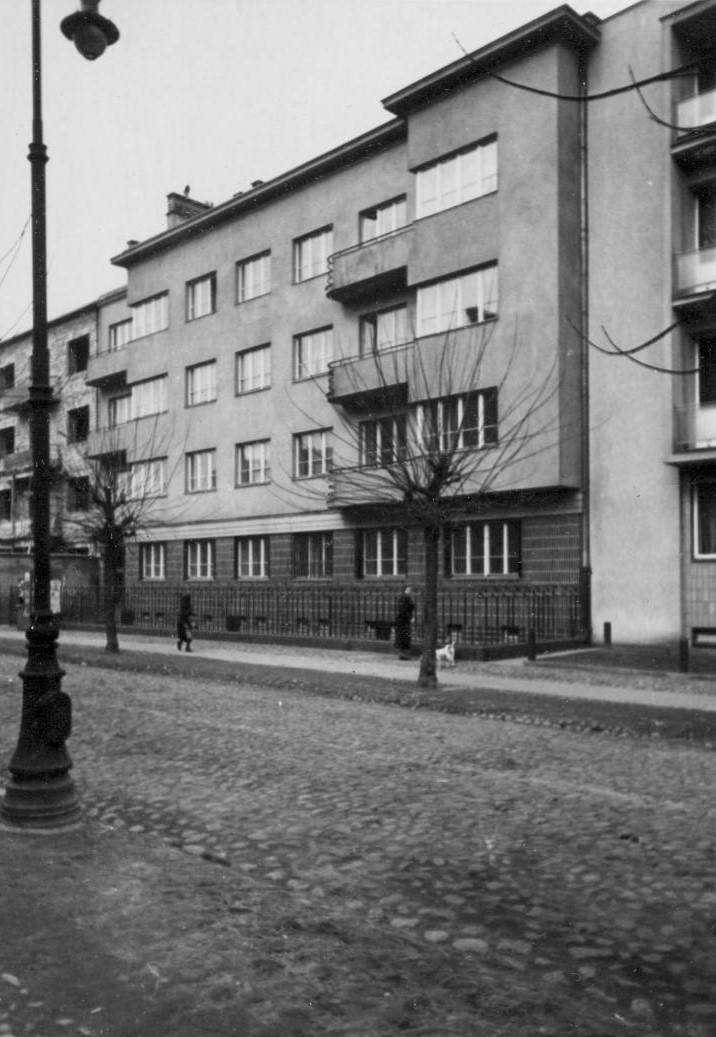
Dom przy ul. Narbutta 8, w którym jako robotnik przymusowy pracował Władysław Szpilman

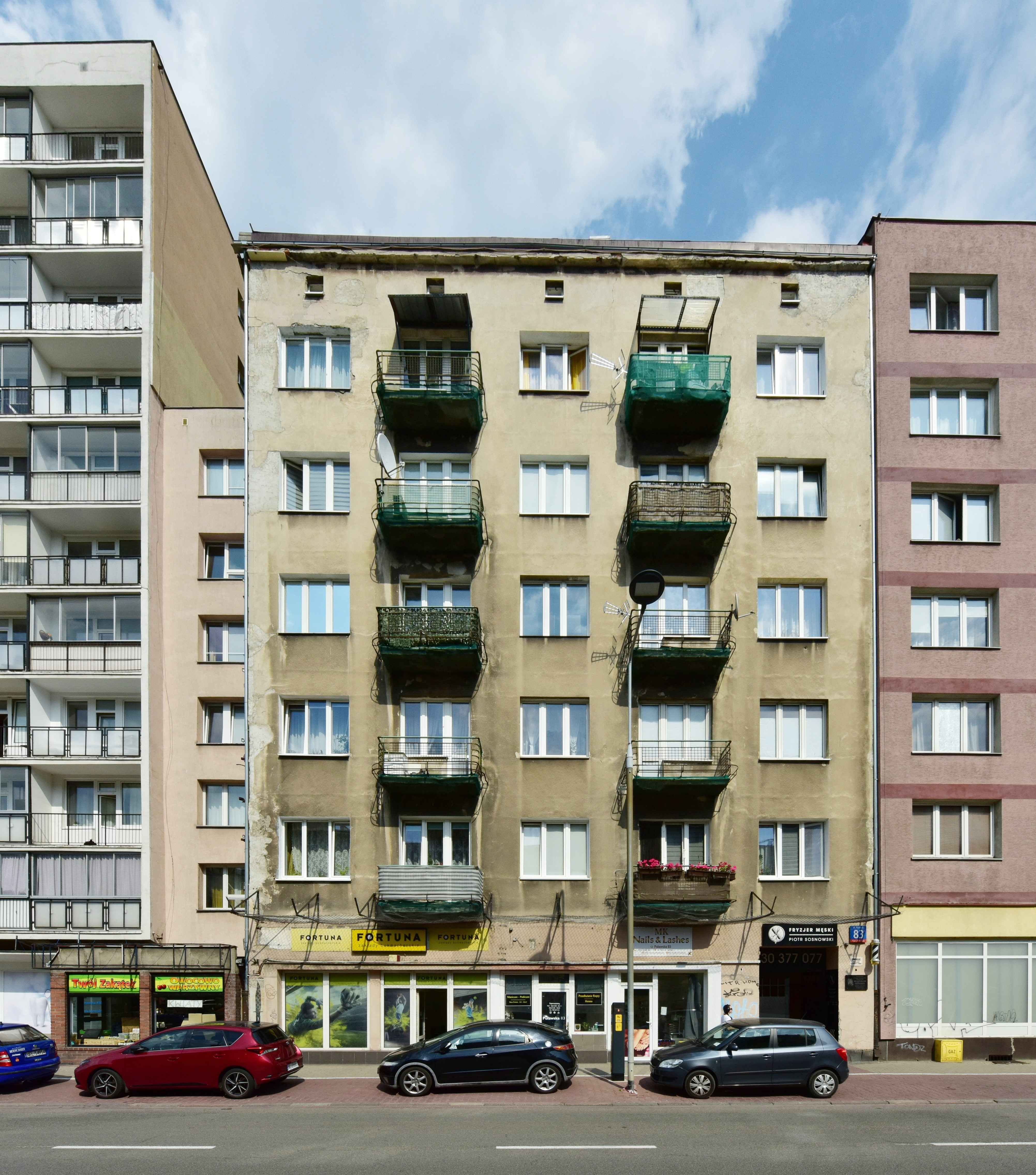
Dom przy ul. Puławskiej 83 w Warszawie, trzecim miejscu, w którym ukrywał się Szpilman

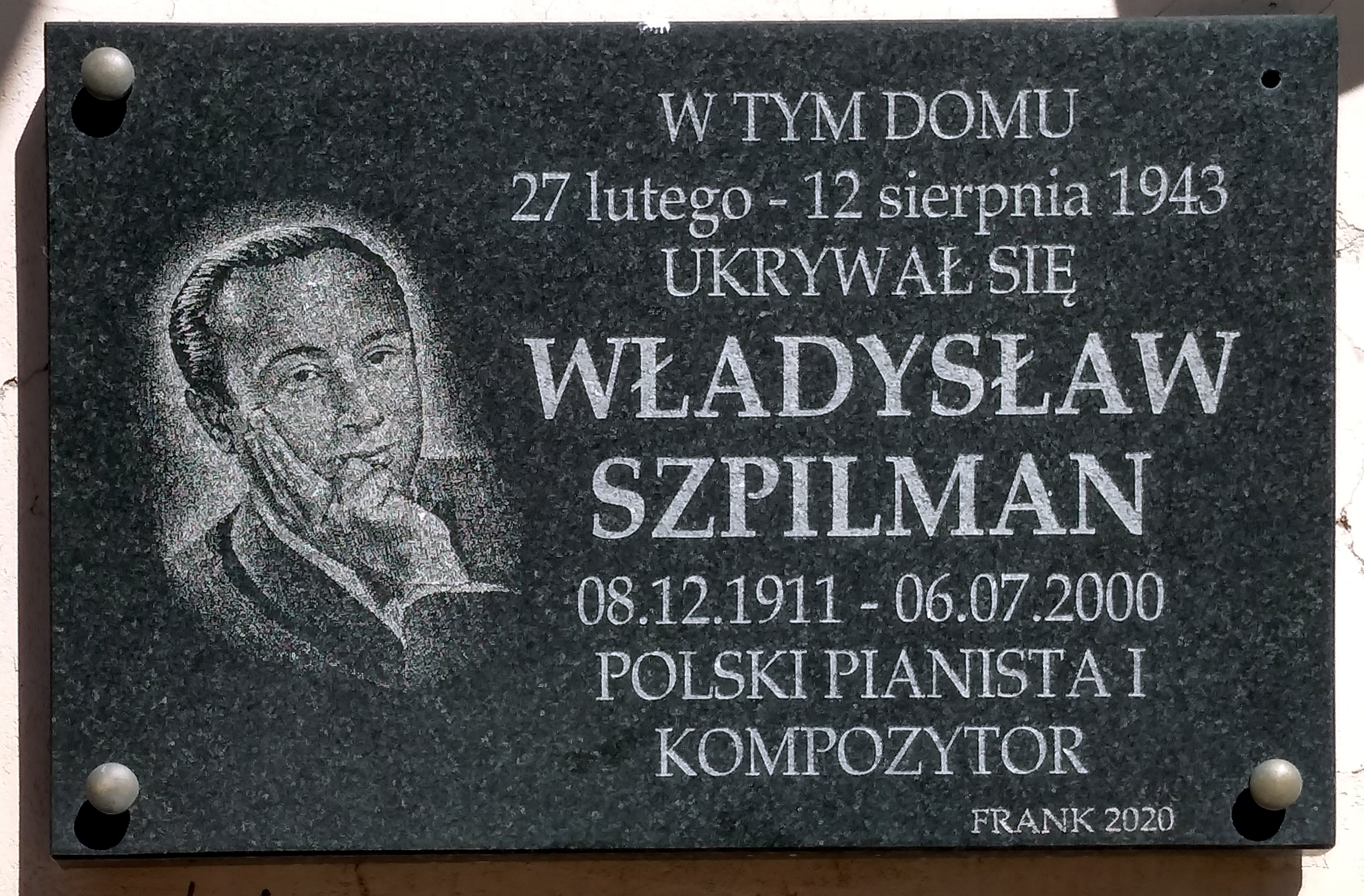
Tablica pamiątkowa na domu przy ul. Puławskiej 83 w Warszawie

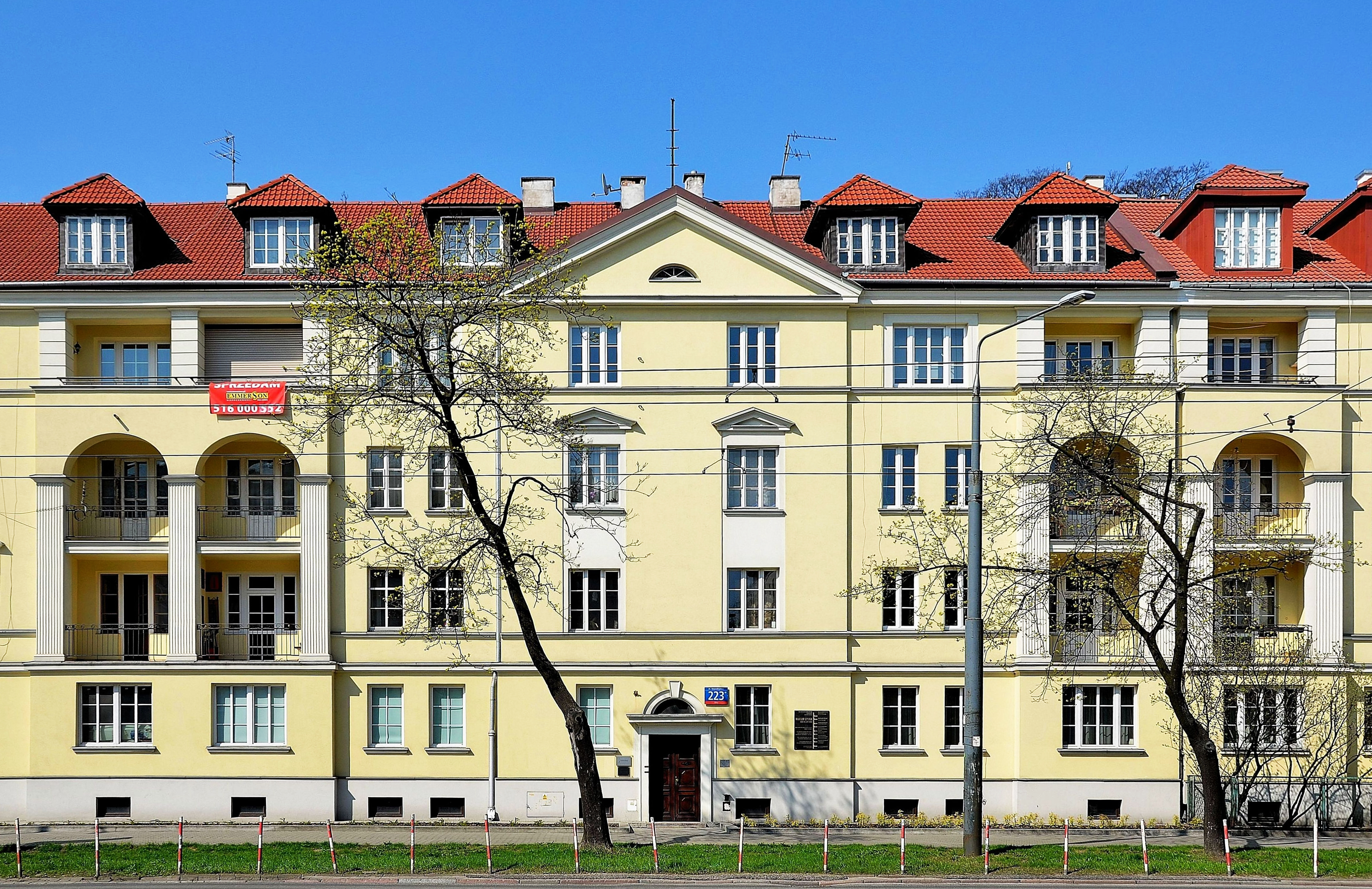
Kamienica przy al. Niepodległości 223 w Warszawie, gdzie został odkryty przez Wilma Hosenfelda

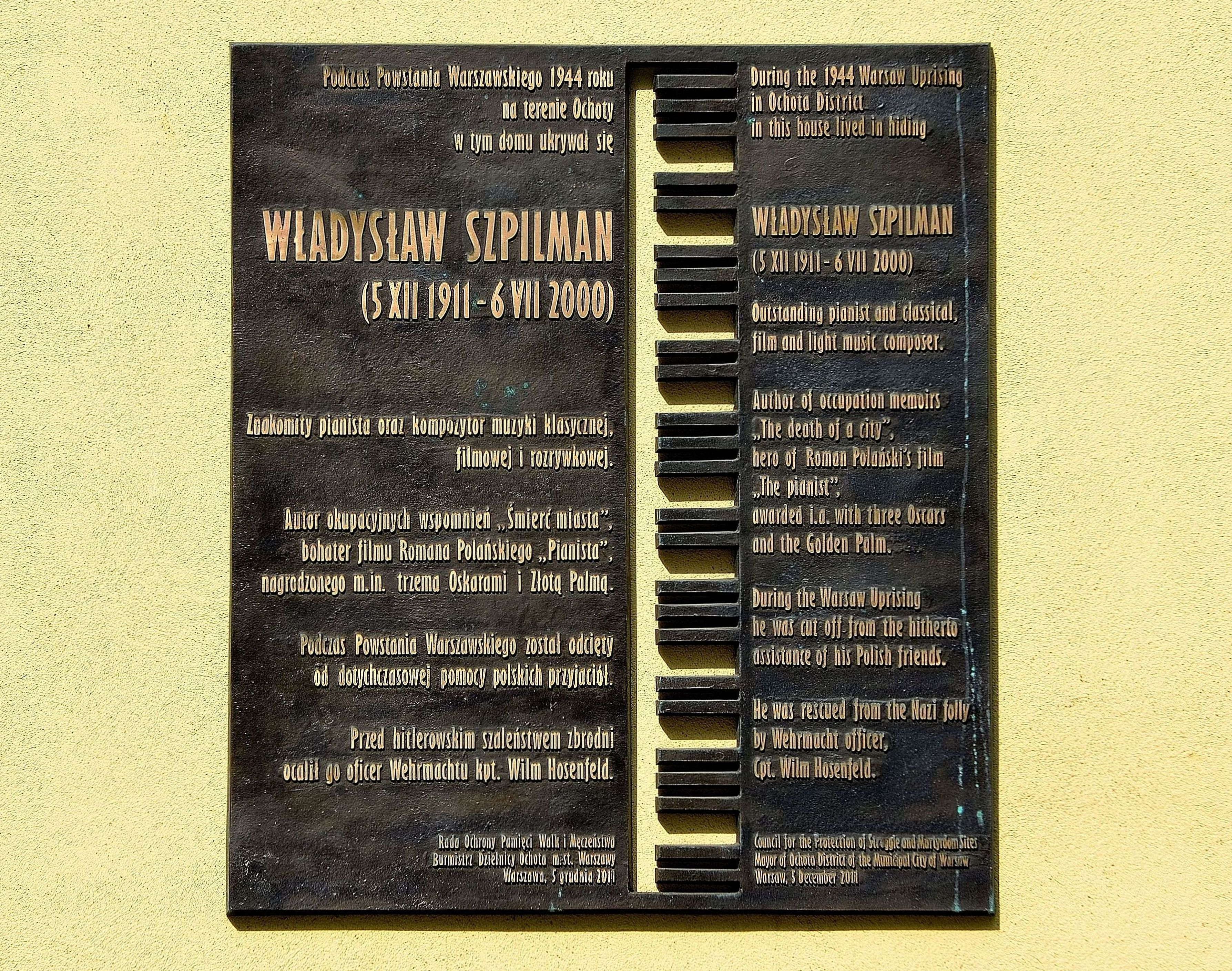
Tablica pamiątkowa na budynku przy al. Niepodległości 223 w Warszawie

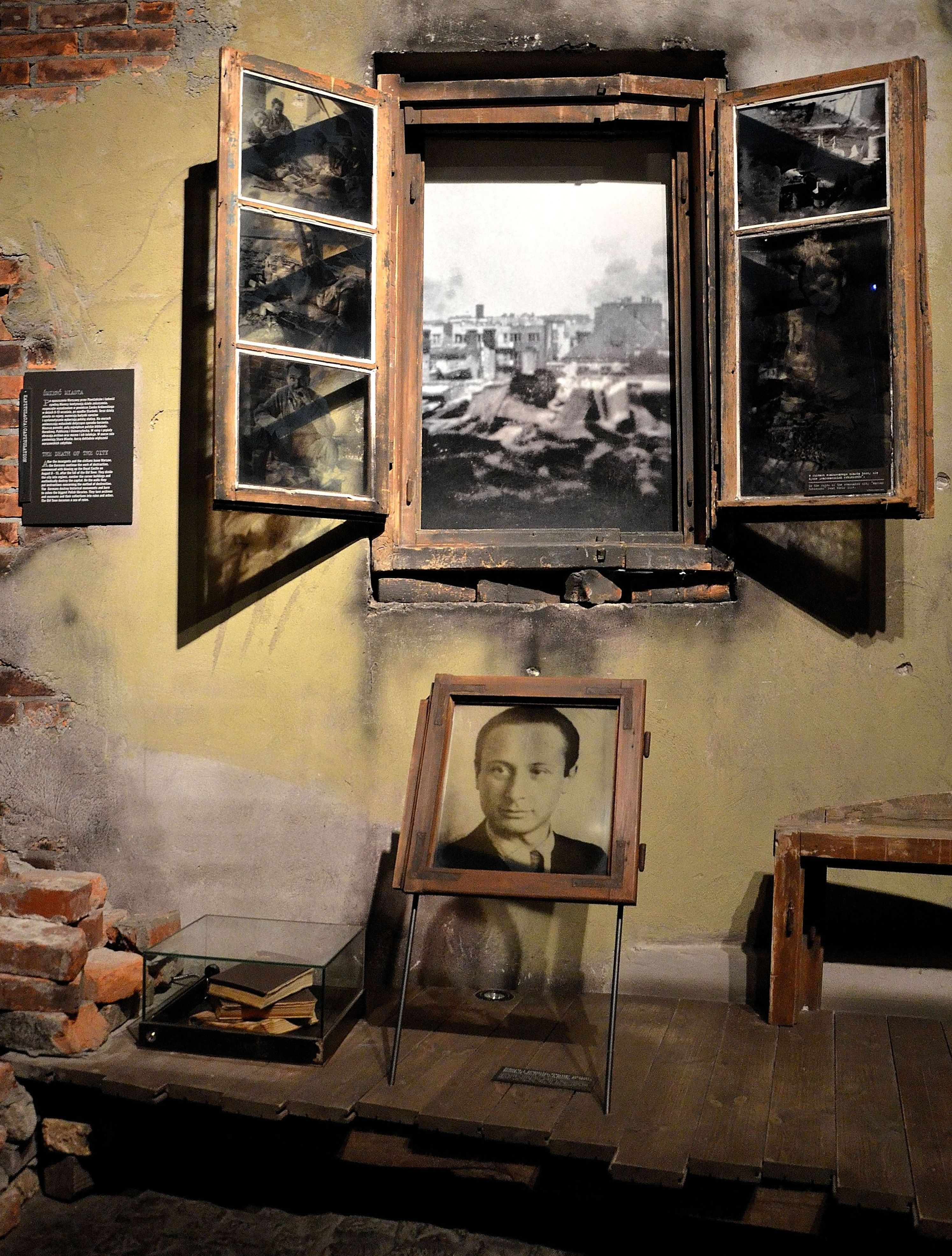
Zdjęcie Władysława Szpilmana w Muzeum Powstania Warszawskiego (fragment wystawy poświęcony śmierci miasta i warszawskim Robinsonom)

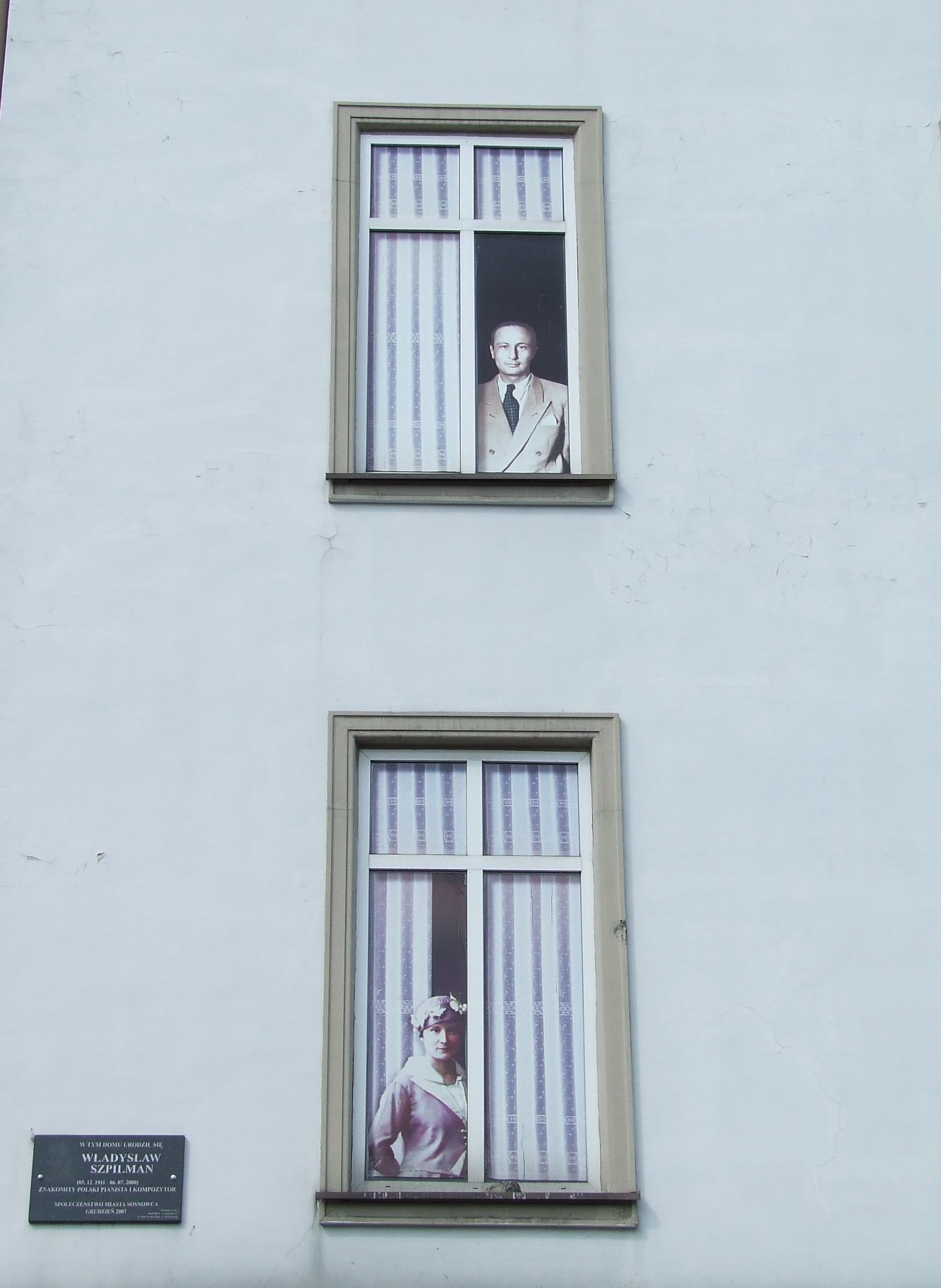
Fragment elewacji kamienicy przy ul. Targowej 18 w Sosnowcu, w której urodził się Szpilman (w oknach fototapety Szpilmana i jego matki)

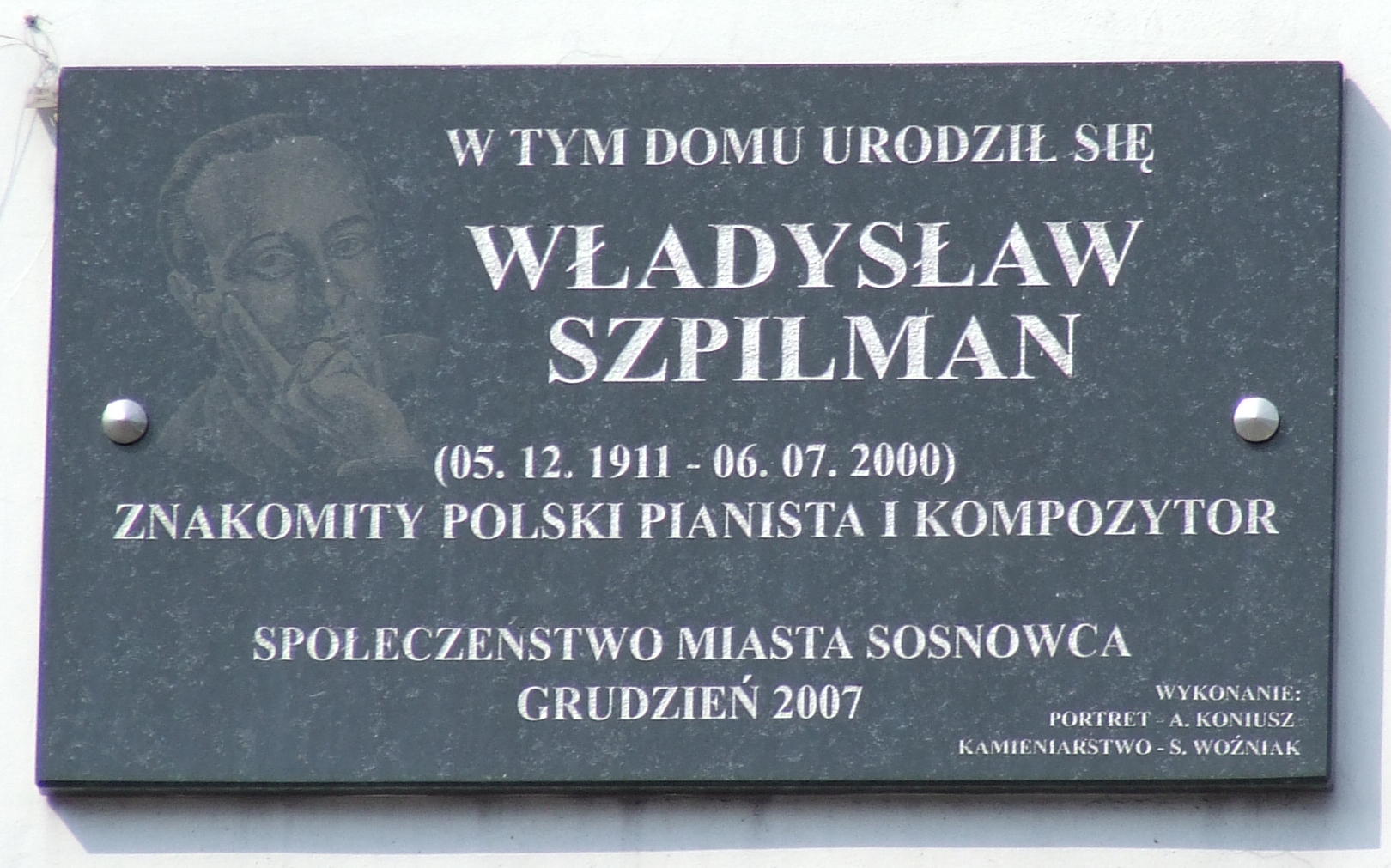
Tablica pamiątkowa na budynku, ufundowana w 2007

Władysław Szpilman, ps. „Al Legro” (ur. 5 grudnia 1911 w Sosnowcu, zm. 6 lipca 2000 w Warszawie) – polski kompozytor, pianista i aranżer pochodzenia żydowskiego.

## Życiorys

### Przed II wojną światową
Urodził się w Sosnowcu przy ul. Targowej 18 w rodzinie żydowskiej, jako najstarsze dziecko Samuela (Szmula) Szpilmana, skrzypka, i Edwardy (Estery) z domu Rappaport, pianistki i nauczycielki. Miał brata Henryka i dwie siostry: Reginę i Halinę. Jego kuzynem był kompozytor i pianista Leon Szpilman. Uczęszczał do Męskiej Szkoły Handlowej (tzw. gimnazjum Tomasza Płockiego) w Sosnowcu. Od 1928 uczył się w Wyższej Szkole Muzycznej im. Fryderyka Chopina w Warszawie pod kierunkiem Józefa Śmidowicza i Aleksandra Michałowskiego. W 1931 roku uzyskał stypendium w Akademie der Künste w Berlinie, gdzie studiował u Artura Schnabla, Leonida Kreutzera (fortepian) i Franza Schrekera (kompozycja). Tam skomponował swoje pierwsze utwory symfoniczne i suitę fortepianową Życie maszyn.
W 1933 roku atmosfera potęgującego się narodowego socjalizmu w Niemczech skłoniła go do powrotu do kraju. W 1934 nawiązał współpracę z Bronisławem Gimplem, znanym amerykańskim skrzypkiem polskiego pochodzenia. W 1935 roku został zatrudniony jako etatowy pianista w Polskim Radiu. W tym okresie skomponował pierwsze szlagiery: Kiedy kochasz się w dziewczynie (sł. Emanuel Szlechter), Nie ma szczęścia bez miłości i Straciłam twe serce (z tekstami brata Henryka ps. Herold), Nocą (słowa Emanuel Szlechter), a także muzykę do filmów Wrzos (1937) i Dr Murek (1939), co przyniosło mu znaczną popularność.

### II wojna światowa
Podczas obrony Warszawy we wrześniu 1939 w dalszym ciągu pracował w Polskim Radiu jako solista i akompaniator. Około 20 września Szpilmanowie, nie chcąc schodzić w czasie bombardowań do piwnic, przeprowadzili się ze swego mieszkania na trzecim piętrze w kamienicy przy ul. Śliskiej do mieszkania przyjaciół, znajdującego się na pierwszym piętrze przy ul. Pańskiej.
23 września 1939 grał „na żywo” recital utworów Chopina. Był to ostatni koncert „na żywo” w warszawskiej rozgłośni gdyż o godz.15.15 tego dnia, w trakcie odtwarzania z płyt koncertu c-moll Rachmaninowa, z powodu braku prądu (zbombardowanie i unieruchomienie Elektrowni Warszawskiej) Polskie Radio przerwało nadawanie.
Zanim powstało getto występował wspólnie z Janiną Godlewską i Andrzejem Boguckim w Café Dorys na ulicy Poznańskiej. W listopadzie 1940 roku ulica Śliska, przy której mieszkała rodzina Szpilmanów, znalazła się w utworzonym przez Niemców getcie. Rodzinę utrzymywał z grania w kawiarniach i salkach koncertowych getta. Karierę pianisty w dzielnicy zamkniętej rozpoczął w kawiarni „Nowoczesna” przy ul. Nowolipki 10. Skomponował szereg piosenek oraz wykonywany wielokrotnie w kawiarni „Sztuka” przy ul. Leszno 2 utwór z tekstem Władysława Szlengla na głos i dwa fortepiany (w duecie z Adolfem Goldfederem) pt. Casanova (parafraza walca z opery Ludomira Różyckiego o tym samym tytule) oraz Jej pierwszy bal (wyk. Wiera Gran). Razem z Goldfederem występował w tzw. Żywym Dzienniku – wystawianym w „Sztuce“ polskojęzycznym kabarecie satyrycznym. Z powodu dużej popularności tego lokalu dobrze zarabiał, dzięki czemu mógł utrzymać sześcioosobową rodzinę.
Podczas wielkiej akcji deportacyjnej latem 1942 roku dzięki pomocy Adolfa Goldfedera wraz z ojcem i rodzeństwem znalazł zatrudnienie w pobliżu Umschlagplatzu przy sortowaniu mebli i innych przedmiotów pochodzących z mieszkań Żydów wywiezionych do obozu zagłady w Treblince. Był świadkiem marszu na Umschlagplatz Janusza Korczaka i dzieci z Domu Sierot. Po ogłoszeniu likwidacji tzw. małego getta udało mu się przewieźć z mieszkania przy ul. Śliskiej do kamienicy w której był skoszarowany z rodziną trochę rzeczy osobistych. W wyniku selekcji przeprowadzonej 16 sierpnia 1942 przez Niemców w jego miejscu pracy wraz z rodzicami i siostrą Reginą trafił na Umschlagplatz. Tam dobrowolnie dołączyli do nich jego siostra Halina i brat Henryk. Podczas ładowania do wagonów na rampie Umschlagplatzu został rozpoznany przez jednego z żydowskich policjantów i wypchnięty poza ich kordon otaczający miejsce załadunku. Wmieszał się w grupę żydowskich robotników i wraz z nimi opuścił Umschlagplatz.
Dzięki pomocy Mieczysława Lichtenbauma, syna przewodniczącego warszawskiego Judenratu Marka Lichtenbauma, 19 sierpnia 1942 roku uzyskał przydział do grupy robotników rozbierających mury getta na terenach włączonych do aryjskiej części miasta. Podczas „kotła na Miłej” – ostatniego etapu wielkiej akcji likwidacyjnej we wrześniu 1942 roku – otrzymał numerek uprawniający do pozostania w getcie.
W 1942 pracował jako robotnik przymusowy m.in. przy budowie koszar SS na Mokotowie, w Alejach Ujazdowskich oraz przy urządzaniu mieszkań dla niemieckich oficerów w domu przy ul. Narbutta 8. W czasie akcji styczniowej w getcie razem z pozostałymi robotnikami z jego grupy został tymczasowo skoszarowany przy ul. Narbutta.
13 lutego 1943 dzięki pomocy Andrzeja Boguckiego i jego żony Janiny Godlewskiej-Boguckiej uciekł ze swojej brygady roboczej pracującej przy ul. Narbutta na stronę aryjską. Jego pierwszym miejscem pobytu była pracownia malarska w kamienicy przy ul. Noakowskiego 10. Był ukrywany do końca lipca 1944 roku w kilku mieszkaniach, m.in. przez ok. pięć miesięcy przez Czesława Lewickiego przy ul. Puławskiej 83. Z powodu tzw. złego wyglądu nie mógł wychodzić na ulicę.
W czasie powstania warszawskiego został odcięty od wszelkiej pomocy ze strony przyjaciół. Od 15 sierpnia 1944 roku do wyzwolenia miasta spod okupacji niemieckiej 17 stycznia 1945 roku ukrywał się samotnie w rejonie al. Niepodległości. Po podpaleniu przez Niemców domu, w którym przebywał, próbował popełnić samobójstwo zażywając dużą ilość leków nasennych. W spalonym domu przy al. Niepodległości 223 odkrył go kapitan Wehrmachtu Wilm Hosenfeld, który udzielał mu pomocy, dostarczając żywność. 12 grudnia 1944 Hosenfeld odwiedził go po raz ostatni i poinformował, że razem ze swoim oddziałem opuszcza miasto. Szpilman podał mu wtedy swoje nazwisko. 17 stycznia 1945 do domu, w którym się ukrywał, weszli polscy żołnierze.
W 1945 wracający do Warszawy kolega Szpilmana z Polskiego Radia, Zygmunt Lednicki, spotkał Hosenfelda w tymczasowym obozie jeńców niemieckich; Hosenfeld powiedział, że pomagał Szpilmanowi, i poprosił o pomoc. Lednicki, który opowiedział o tym później Szpilmanowi, nie dosłyszał jednak nazwiska oficera. Dopiero w 1950 Szpilmanowi udało się poznać tożsamość Niemca, lecz nie udało mu się już uwolnić go z niewoli sowieckiej − Hosenfeld zmarł w obozie karnym pod Stalingradem w sierpniu 1952 roku.

### Po wojnie

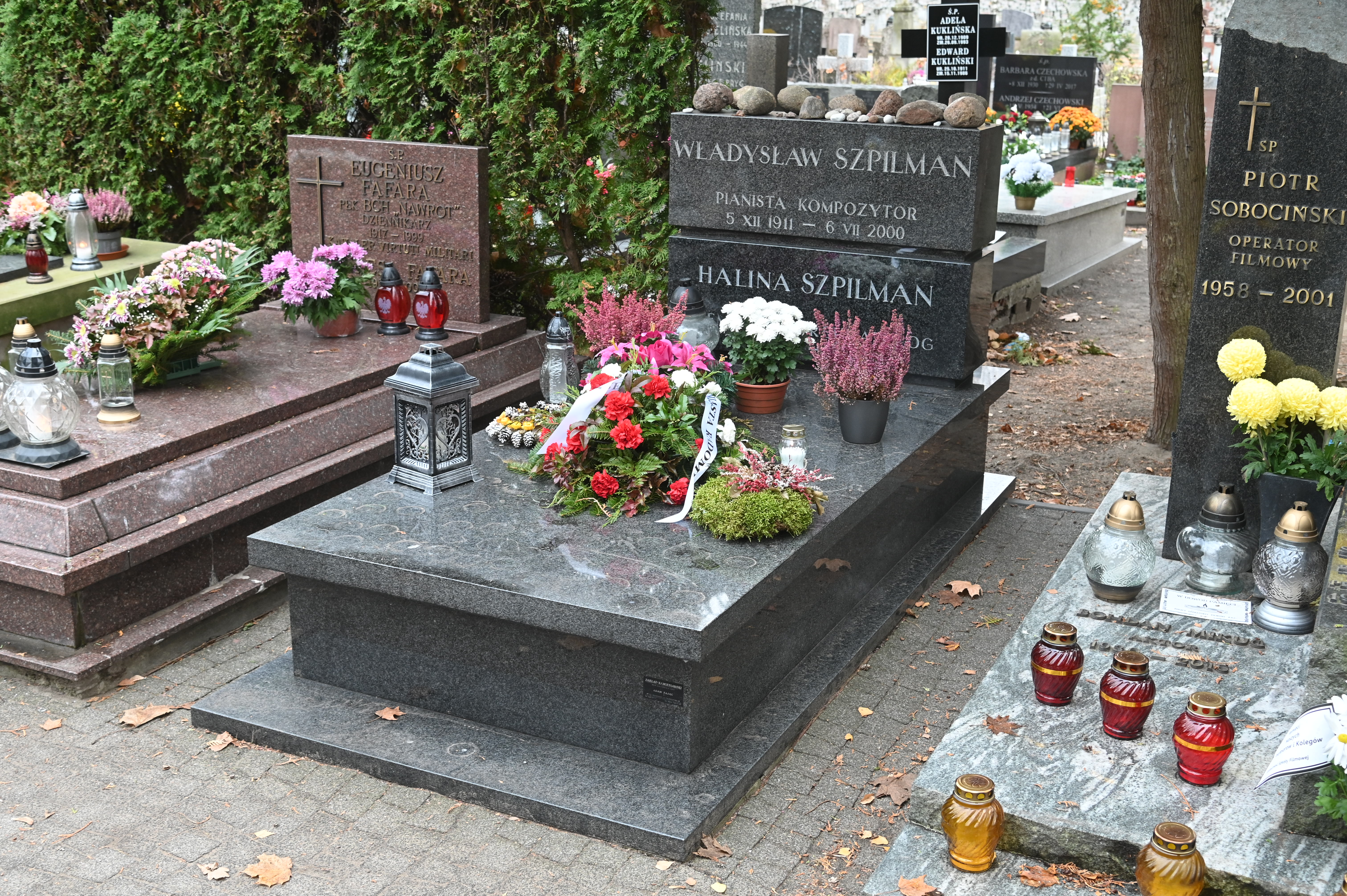
Grób Władysława Szpilmana i jego żony Haliny na warszawskim cmentarzu Wojskowym na Powązkach

Po 1945 roku wrócił do pracy w Polskim Radiu, na początku jako zastępca dyrektora działu muzycznego. Od 1945 do 1963 był szefem działu muzyki rozrywkowej Polskiego Radia. W 1947 roku skomponował sygnał do Polskiej Kroniki Filmowej. W 1956 roku, korzystając z politycznej odwilży, reaktywował Związek Autorów i Kompozytorów (ZAiK, rozwiązany w 1948) pod nową nazwą Związek Polskich Autorów i Kompozytorów (ZAKR), którego prezesem był do 1961.
W 1961 roku zorganizował według własnego pomysłu Międzynarodowy Festiwal Piosenki w Sopocie.
Występował z koncertami solo (w repertuarze miał m.in. Wariacje Rachmaninowa na temat Paganiniego, Koncerty fortepianowe J. Brahmsa z dyrygentami Witoldem Rowickim, Janem Krenzem i in.), a także grał muzykę kameralną z Bronisławem Gimplem (z przerwą 1948−1956), sporadycznie koncertował również z Henrykiem Szeryngiem, Idą Händel, Tadeuszem Wrońskim i Romanem Totenbergiem.
W 1963 roku stworzył Kwintet Warszawski (zapraszając do współpracy Bronisława Gimpla, Tadeusza Wrońskiego, Stefana Kamasę i Aleksandra Ciechańskiego, później Krzysztofa Jakowicza, Igora Iwanowa, Jana Tawroszewicza, Andrzeja Orkisza, Krzysztofa Podejkę i innych), z którym do 1986 dał ponad 2000 koncertów na całym świecie, głównie poza granicami Polski.
Po wojnie skomponował ponad 500 popularnych piosenek m.in. Trzej przyjaciele z boiska, Tych lat nie odda nikt, W małym kinie czy Nas zaczarować musiał deszcz. Był też autorem muzyki filmowej do filmu Zadzwońcie do mojej żony (1957), wielu piosenek i słuchowisk radiowych dla dzieci, musicalów Ciotka Karola i Czerwony Kapturek, kompozytorem szeregu utworów symfonicznych (obecnie wydanych w całości w wydawnictwie muzycznym Boosey & Hawkes w USA).
Zmarł w Warszawie, pochowany na cmentarzu Wojskowym na Powązkach (kwatera A3 tuje-3-14).

## Życie prywatne
W 1950 poślubił studentkę medycyny Halinę Grzecznarowską, córkę Józefa Grzecznarowskiego, działacza socjalistycznego, posła na Sejm i prezydenta Radomia. Miał synów Andrzeja i Krzysztofa.

## Kontrowersje
W książce Oskarżona: Wiera Gran jej autorka Agata Tuszyńska przytoczyła relację Wiery Gran, jakoby Władysław Szpilman był w getcie warszawskim funkcjonariuszem Żydowskiej Służby Porządkowej i brał udział w wielkiej akcji deportacyjnej w getcie latem 1942 roku. Wiera Gran poznała Szpilmana przed wojną, a w getcie występowali razem w kawiarni Sztuka. Po ukazaniu się książki wdowa po Szpilmanie i syn kompozytora pozwali jej autorkę oraz wydawcę – Wydawnictwo Literackie.
W lutym 2016 roku rozpatrujący skargę kasacyjną Sąd Najwyższy uchylił niekorzystny dla rodziny wyrok i przekazał sprawę sądowi niższej instancji do ponownego rozpatrzenia. Sąd Apelacyjny w Warszawie w wyroku z 29 lipca 2016 roku częściowo uwzględnił pozew, orzekając, że „przytaczanie w książce słów schorowanej staruszki, które uderzają w światowej klasy kompozytora, nie może być przyjmowane przez autorkę i wydawcę bezkrytycznie”. Sąd nakazał, aby w sytuacji, gdyby książka została wznowiona, strony, w których znajdują się informacje o rzekomej współpracy Władysława Szpilmana z Niemcami, zostały z niej usunięte. Nakazał także przeproszenie Haliny Grzecznarowskiej-Szpilman i Andrzeja Szpilmana przez Agatę Tuszyńską za naruszenie ich prawa do kultywowania pamięci o zmarłym jako o dobrym człowieku.

## Utwory
- Do widzenia Teddy (sł. Jan Gałkowski i Bogusław Choiński, wyk. Ludmiła Jakubczak)
- Przyjdzie na to czas (sł. Kazimierz Winkler, wyk. Violetta Villas)
- Sto lat (sł. Helena Kołaczkowska, wyk. Andrzej Bogucki)
- Tych lat nie odda nikt (sł. Kazimierz Winkler, wyk. Irena Santor)
- Nocami i dniami (sł. Kazimierz Winkler, wyk. Irena Santor)
- Kokosy, kokosy (sł. Kazimierz Winkler, wyk. Violetta Villas)
- Jutro będzie dobry dzień (sł. Edward Fiszer, wyk. Helena Majdaniec)
- Deszcz (sł. Konstanty Ildefons Gałczyński, wyk. Rena Rolska)
- Cicha noc (sł. Roman Sadowski, wyk. Janina Godlewska)
- Ja jestem twoja (sł. Tadeusz Kubiak, wyk. Irena Santor)
- Skończona gra (sł. Tadeusz Kubiak, wyk. Joanna Rawik)
- Trzej przyjaciele z boiska (sł. Artur Międzyrzecki, wyk. Chór Czejanda)
- Do roboty (sł. Stanisław Ryszard Dobrowolski, wyk. chór Polskiego Radia w Krakowie)
- Nie wierzę piosence (sł. Bronisław Brok, wyk. Hanna Skarżanka)
- Zakochani (sł. Bronisław Brok, wyk. Sława Przybylska)
- Naucz mnie tańczyć (sł. Ludwik Starski, wyk. Chór Czejanda)
- Pik, pik, pik (sł. Bronisław Brok, wyk. Marta Mirska)
- W małym kinie (sł. Ludwik Starski, wyk. Mieczysław Fogg)
- Nie ma szczęścia bez miłości (sł. Henryk Herold Szpilman, wyk. Hanna Brzezińska)
- I tylko mi żal (sł. Kazimierz Winkler, wyk. Jerzy Połomski)
- Kiedy kochasz się w dziewczynie (sł. Emanuel Szlechter, wyk. Mieczysław Fogg)
- Walczyk murarski (sł. Kazimierz Wajda, wyk. Andrzej Bogucki)
- Piosenka mariensztacka (sł. Artur Międzyrzecki, Tadeusz Kubiak, wyk. Chór Czejanda)
- Piosenka o przyjaźni (sł. Tadeusz Kubiak, wyk. Chór Czejanda)
- Zmartwienie maszynisty (sł. Henryk Gaworski, wyk. Chór Czejanda)
- Pójdę na stare miasto (sł. Edward Fiszer, wyk. Jadwiga Prolińska)
- Parę butów mam (sł. Jerzy Wasowski, wyk. Jerzy Wasowski)
- Literki (sł. Władysław Broniewski, wyk. Halina Mickiewiczówna)
- Lata ptaszek (sł. Jan Brzechwa, wyk. Andrzej Bogucki)
- Rada puchaczy (sł. Jan Brzechwa, wyk. Andrzej Bogucki)
- Elegia jesienna (sł. Jan Brzechwa, wyk. Irena Santor)
- Mróz (sł. Julian Tuwim, wyk. Halina Mickiewiczówna)
- Ojra ech (sł. Roman Sadowski, wyk. Chór Czejanda)
- Tak mało cię znam (sł. Jerzy Jurandot, wyk. Sława Przybylska)
- Autobus czerwony (sł. Kazimierz Winkler, wyk. Andrzej Bogucki)

## Wybrane kompozycje z zakresu muzyki poważnej
- 3 Little Folk Songs Suites (after own children’s songs) for piano (prawykonanie Ewa Kupiec w Konzerthaus w Berlinie)
- Ballet Scene (prawykonanie Filharmonia Narodowa w Warszawie, wyk. Orkiestra Filharmonii Narodowej, dyr. Antoni Wit)
- Concertino (prawykonanie Los Angeles, Fortepian – Arturo Abbadi, wyk. Los Angeles Symphony dyr. Noreen Green)
- Introduction to a film (prawykonanie Konzerthaus Berlin Symphonisches Orchester des Berliner Rundfunks, dyr. Andrej Boreyko)
- Little Overture for Symphony Orchestra (prawykonanie Filharmonia w Łodzi, Orkiestra Filharmonii Łódzkiej, dyr. Andrzej Markowski)
- Waltz in the Olden Style (prawykonanie Filharmonia Narodowa w Warszawie, wyk. Orkiestra Filharmonii Narodowej, dyr. Antoni Wit)
- The Life of the Machines, suita na fortepian (prawykonanie Guenter Herzfeld, Filharmonia Berlińska)
- Paraphrase on an Original Theme (prawykonanie Konzerthaus Berlin Symphonisches Orchester des Berliner Rundfunks, dyr. Andrej Boreyko)

## CD
- „F. Chopin – Dzieła wszystkie” – Wydanie Narodowe – F. Chopin – Trio fortepianowe, Introdukcja i Polonaise – W. Szpilman, T. Wronski, A. Ciechanski, H. Kowalska, Muza Warszawa 1958, Polskie Radio 2005
- „J. Zarębski – Kwintet Fortepianowy” Kwintet Warszawski, Muza Warszawa 1964
- „R. Schumann, D. Szostakowicz – Kwintety Fortepianowe” Kwintet Warszawski, Muza Warszawa 1965
- „A. Dvorak – Kwintet Fortepianowy” Kwintet Warszawski, Polskie Nagrania Warszawa 1970
- „Grażyna Bacewicz – Kwintety Fortepianowe” Kwintet Warszawski, Polskie Nagrania Warszawa 1974
- „J. Brahms – Kwintet Fortepianowy” Kwintet Warszawski, Polskie Nagrania Warszawa 1976
- „W. Szpilman – Piosenki” Polskie Nagrania, Warszawa 1988
- „Wladyslaw Szpilman – Ein musikalisches Portrait” Werke von Szpilman, Rachmaninov und Chopin, Alinamusic Hamburg 1998
- Władysław Szpilman – Portret [5 CD Box-Set] Polskie Radio Warszawa 2000
- Wladyslaw Szpilman. The Original Recordings of the Pianist. SONY Classical 2002
- The Pianist [Soundtrack] SONY BMG 2002
- Songs of Wladyslaw Szpilman – sings Wendy Lands, Universal Music USA 2003
- Wladyslaw Szpilman – Works For Piano & Orchestra. SONY Classical 2004
- Władysław Szpilman – Legendary Recordings [3 CD Box-Set] (Bacewicz, Prokofieff, Beethoven, Grieg, Chopin, Zarębski i in.) SONY Classical 2005
- Piosenki Władysława Szpilmana Songbook – Wendy Lands, Polskie Radio 2017
- Dedykacja – płyta zawierająca nagranie suity fortepianowej Życie maszyn, Requiem Records, 2018

## Pianista
W 1946 opublikowano jego książkę Śmierć miasta, w opracowaniu Jerzego Waldorffa, która została ocenzurowana i wydana w małym nakładzie, opisywała bowiem historię niepasującą do oficjalnych wersji (opis polskich szmalcowników, „dobry wróg” ukazany jako Austriak pomagający Szpilmanowi, udział jednostek ukraińskich i litewskich w masakrach w getcie warszawskim). W 1950 na kanwie wspomnień powstał film Miasto nieujarzmione (Robinson warszawski), odbiegający jednak znacznie od pierwowzoru. Dopiero po ponad 50 latach, w 1998 syn Władysława Szpilmana Andrzej doprowadził do wydania poprawionej i uzupełnionej wersji książki, w Niemczech (pod tytułem Das wunderbare Überleben, wyd. Ullstein) i Anglii (pod tytułem The Pianist), w której Hosenfeld jest Niemcem. Przez szereg gazet w Wielkiej Brytanii i USA została wówczas uznana za najlepszą książkę roku 1999, a w 2002 została wybrana najlepszą książką roku przez francuskie czasopismo literackie „Lire” oraz otrzymała nagrodę czytelników pisma „Elle”. Książka zajmowała także pierwsze miejsca na listach bestsellerów w wielu krajach (m.in. w Polsce ok. 80 tygodni w latach 2000–2003 oraz trzykrotnie jako książka roku na liście „Rzeczpospolitej”). Do 2020 książkę Pianista przetłumaczono na ok. 40 języków.
Na jej podstawie w 2002 Roman Polański wyreżyserował Pianistę (główna rola Adrien Brody), nagrodzonego m.in. Złotą Palmą na Festiwalu Filmowym w Cannes (2002) i 3 Oscarami (2003) w USA.

## Ordery i odznaczenia
- Krzyż Komandorski Orderu Odrodzenia Polski (28 sierpnia 1998)[50]
- Krzyż Kawalerski Orderu Odrodzenia Polski (8 lipca 1954)[51]
- Złoty Krzyż Zasługi (21 września 1950)[52]
- Medal 10-lecia Polski Ludowej (1955)[53]
- Odznaka „Zasłużony Działacz Kultury” (1978)[53][4]
- Medal 50-lecia ZAKR (1995)[4]
- Medal ZAiKS-u (1988, 1998)[54]
- Honorowa Odznaka ZAiKS-u (1969) [54]
- Honorowa Odznaka Komitetu do spraw Radia i Telewizji (1986)[4]

## Nagrody
- Nagroda Komitetu do spraw Radia i Telewizji za twórczość muzyczną w dziedzinie piosenki (1963)
- Nagroda Prezesa Rady Ministrów za całokształt twórczości (1985)
- Honorowy Fryderyk za całokształt twórczości (pośmiertnie, 2001)

Źródło:.

## Upamiętnienie
- 25 września 2011 imię Władysława Szpilmana otrzymało studio koncertowe znajdujące się na parterze gmachu Polskiego Radia w al. Niepodległości 77/85[56].
- 4 grudnia 2011 na fasadzie domu przy al. Niepodległości 223 została odsłonięta tablica w językach polskim i angielskim upamiętniająca kompozytora. W ceremonii uczestniczyli m.in. córka Wilma Hosenfelda, Jorinde Hosenfeld-Krejci oraz syn Władysława Szpilmana – Andrzej[57].
- Uchwałą Rady Miejskiej w Sosnowcu z 24 listopada 2016 imieniem Władysława Szpilmana nazwano rondo u zbiegu ulic Marszałka Józefa Piłsudskiego, Jana Sobieskiego i Jana Kilińskiego w tym mieście[58]
- 14 marca 2024 Rada miasta stołecznego Warszawy nadała jednej z ulic w dzielnicy Mokotów nazwę ul. Władysława Szpilmana[59].